# Port lotniczy Bukareszt-Băneasa
Port lotniczy Bukareszt-Băneasa (IATA: BBU, ICAO: LRBS) – międzynarodowy port lotniczy położony 4 km na północ od centrum Bukaresztu, w dzielnicy Băneasa. Jest drugim portem obsługującym Bukareszt po Otopeni.

## Kierunki lotów i linie lotnicze
| Linia lotnicza | Kierunek |
| -------------- | --- |
| Air Connect    | Sezonowo: 1. Baia Mare 2. Timișoara                                                                              |
| Fly Lili       | Sezonowe czartery: 1. Antalya 2. Bodrum 3. Enfidha 4. Hurghada 5. Szarm el-Szejk                                 |
| Wizz Air       | 1. Kraków (od 15 stycznia 2025) 2. Warszawa-Chopin (od 9 czerwca 2025) 3. Wrocław-Strachowice (od 18 lipca 2025) |